# A1-Combinatie
De A1-Combinatie, ook wel Alternatief-1, was een samenwerkingsverband tussen vijf politieke partijen tijdens de parlementsverkiezingen in Suriname van 2005.
De combinatie was samengesteld uit:
- Democraten van de 21ste eeuw (D21)
- Amazone Partij Suriname (APS of AZP)
- Politieke Vleugel van de FAL (PVF)
- Trefpunt 2000
- Democratisch Alternatief '91 (DA'91)

Het DA '91 bestond zelf ook nog uit een combinatie van vier partijen: Broederschap en Eenheid in de Politiek (BEP), Alternatief Forum (AF), Pendawa Lima en de Hernieuwde Progressieve Partij (HPP).
Tijdens de parlementsverkiezingen van 2005 behaalde A1 drie zetels.